# Trofeo Pollença-Andratx 2016
La 25e édition du Trofeo Pollença-Andratx a eu lieu le 29 janvier 2016. La course fait partie du calendrier UCI Europe Tour 2016 en catégorie 1.1.
L'épreuve a été remportée en solitaire par l'Italien Gianluca Brambilla (Etixx-Quick Step) qui s'impose de deux secondes sur un groupe de seize coureurs réglé au sprint par le Polonais Michał Kwiatkowski (Sky) devant le Tchèque Zdeněk Štybar (Etixx-Quick Step).
L'Espagnol Imanol Estévez (Euskadi Basque Country-Murias) s'adjuge les classements de la montagne, des Metas Volantes, des sprints spéciaux et du combiné tandis que Vicente Reynés (IAM) finit meilleur coureur Baléare et que la formation belge Etixx-Quick Step termine meilleure équipe.

## Présentation

### Équipes
Classé en catégorie 1.1 de l'UCI Europe Tour, le Trofeo Pollença-Andratx est par conséquent ouvert aux WorldTeams dans la limite de 50 % des équipes participantes, aux équipes continentales professionnelles, aux équipes continentales et aux équipes nationales.
Vingt-et-unes équipes participent à ce Trofeo Pollença-Andratx - neuf WorldTeams, cinq équipes continentales professionnelles, cinq équipes continentales et deux équipes nationales :
| UCI WorldTeams   | UCI WorldTeams | UCI WorldTeams |
| Nom de l'équipe  | Pays           | Code           |
| ---------------- | -------------- | -------------- |
| Cannondale       | États-Unis     | CPT            |
| Dimension Data   | Afrique du Sud | DDD            |
| Etixx-Quick Step | Belgique       | EQS            |
| FDJ              | France         | FDJ            |
| IAM              | Suisse         | IAM            |
| Lotto-Soudal     | Belgique       | LTS            |
| Movistar         | Espagne        | MOV            |
| Sky              | Royaume-Uni    | SKY            |
| Trek-Segafredo   | États-Unis     | TFS            |

| Équipes continentales professionnelles | Équipes continentales professionnelles | Équipes continentales professionnelles |
| Nom de l'équipe                        | Pays                                   | Code                                   |
| -------------------------------------- | -------------------------------------- | -------------------------------------- |
| Bora-Argon 18                          | Allemagne                              | BOA                                    |
| Caja Rural-Seguros RGA                 | Espagne                                | CJR                                    |
| Cofidis                                | France                                 | COF                                    |
| Gazprom-RusVelo                        | Russie                                 | GAZ                                    |
| Roth                                   | Suisse                                 | ROT                                    |

| Équipes continentales         | Équipes continentales | Équipes continentales |
| Nom de l'équipe               | Pays                  | Code                  |
| ----------------------------- | --------------------- | --------------------- |
| Burgos BH                     | Espagne               | BUR                   |
| Euskadi Basque Country-Murias | Espagne               | EUS                   |
| GM Europa Ovini               | Italie                | GME                   |
| Lokosphinx                    | Russie                | LOK                   |
| Stradalli-Bike Aid            | Allemagne             | BAI                   |

| Équipes nationales              | Équipes nationales | Équipes nationales |
| Nom de l'équipe                 | Pays               | Code               |
| ------------------------------- | ------------------ | ------------------ |
| Équipe nationale d'Espagne      | Espagne            | ESP                |
| Équipe nationale du Royaume-Uni | Royaume-Uni        | GBR                |

## Classements

### Classement final
| Classement final | Classement final   | Classement final | Classement final | Classement final   |
|                  | Coureur            | Pays             | Équipe           | Temps              |
| ---------------- | ------------------ | ---------------- | ---------------- | ------------------ |
| 1er              | Gianluca Brambilla | Italie           | Etixx-Quick Step | en 3 h 32 min 23 s |
| 2e               | Michał Kwiatkowski | Pologne          | Sky              | + 2 s              |
| 3e               | Zdeněk Štybar      | Tchéquie         | Etixx-Quick Step | + 2 s              |
| 4e               | Tiesj Benoot       | Belgique         | Lotto-Soudal     | + 2 s              |
| 5e               | Dylan van Baarle   | Pays-Bas         | Cannondale       | + 2 s              |
| 6e               | Fabian Cancellara  | Suisse           | Trek-Segafredo   | + 2 s              |
| 7e               | Scott Thwaites     | Royaume-Uni      | Bora-Argon 18    | + 2 s              |
| 8e               | Alejandro Valverde | Espagne          | Movistar         | + 2 s              |
| 9e               | Leopold König      | Tchéquie         | Sky              | + 2 s              |
| 10e              | Giovanni Visconti  | Italie           | Movistar         | + 2 s              |
| modifier         |                    |                  |                  |                    |

### Classements annexes
| Classement de la montagne | Classement de la montagne | Classement de la montagne | Classement de la montagne     | Classement de la montagne |
| ------------------------- | ------------------------- | ------------------------- | ----------------------------- | ------------------------- |
|                           | Coureur                   | Pays                      | Équipe                        | Point(s)                  |
| 1er                       | Imanol Estévez            | Espagne                   | Euskadi Basque Country-Murias | 14 points                 |
| 2e                        | Marcel Sieberg            | Allemagne                 | Lotto-Soudal                  | 11 pts                    |
| 3e                        | Marcos Jurado             | Espagne                   | Équipe nationale d'Espagne    | 7 pts                     |
| modifier                  |                           |                           |                               |                           |

| Classement des Metas Volantes | Classement des Metas Volantes | Classement des Metas Volantes | Classement des Metas Volantes | Classement des Metas Volantes |
| ----------------------------- | ----------------------------- | ----------------------------- | ----------------------------- | ----------------------------- |
|                               | Coureur                       | Pays                          | Équipe                        | Point(s)                      |
| 1er                           | Imanol Estévez                | Espagne                       | Euskadi Basque Country-Murias | 5 points                      |
| 2e                            | Ramūnas Navardauskas          | Lituanie                      | Cannondale                    | 4 pts                         |
| modifier                      |                               |                               |                               |                               |

| Classement des sprints spéciaux | Classement des sprints spéciaux | Classement des sprints spéciaux | Classement des sprints spéciaux | Classement des sprints spéciaux |
| ------------------------------- | ------------------------------- | ------------------------------- | ------------------------------- | ------------------------------- |
|                                 | Coureur                         | Pays                            | Équipe                          | Point(s)                        |
| 1er                             | Imanol Estévez                  | Espagne                         | Euskadi Basque Country-Murias   | 3 points                        |
| 2e                              | Ramūnas Navardauskas            | Lituanie                        | Cannondale                      | 3 pts                           |
| 3e                              | Jasper Stuyven                  | Belgique                        | Trek-Segafredo                  | 2 pts                           |
| modifier                        |                                 |                                 |                                 |                                 |

| Classement du combiné | Classement du combiné | Classement du combiné | Classement du combiné         | Classement du combiné |
| --------------------- | --------------------- | --------------------- | ----------------------------- | --------------------- |
|                       | Coureur               | Pays                  | Équipe                        | Point(s)              |
| 1er                   | Imanol Estévez        | Espagne               | Euskadi Basque Country-Murias | 35 points             |
| 2e                    | Marcos Jurado         | Espagne               | Équipe nationale d'Espagne    | 34 pts                |
| 3e                    | Ramūnas Navardauskas  | Lituanie              | Cannondale                    | 37 pts                |
| modifier              |                       |                       |                               |                       |

| Classement du meilleur coureur Baléare | Classement du meilleur coureur Baléare | Classement du meilleur coureur Baléare | Classement du meilleur coureur Baléare | Classement du meilleur coureur Baléare |
|                                        | Coureur                                | Pays                                   | Équipe                                 | Temps                                  |
| -------------------------------------- | -------------------------------------- | -------------------------------------- | -------------------------------------- | -------------------------------------- |
| 1er                                    | Vicente Reynés                         | Espagne                                | IAM                                    | en 3 h 32 min 25 s                     |
| 2e                                     | Lluís Mas                              | Espagne                                | Caja Rural-Seguros RGA                 | + 3 min 55 s                           |
| 3e                                     | Albert Torres                          | Espagne                                | Équipe nationale d'Espagne             | + 3 min 55 s                           |
| modifier                               |                                        |                                        |                                        |                                        |

| Classement par équipes | Classement par équipes | Classement par équipes | Classement par équipes |
|                        | Équipe                 | Pays                   | Temps                  |
| ---------------------- | ---------------------- | ---------------------- | ---------------------- |
| 1re                    | Etixx-Quick Step       | Belgique               | en 10 h 37 min 13 s    |
| 2e                     | Movistar               | Espagne                | + 2 s                  |
| 3e                     | Sky                    | Royaume-Uni            | + 21 s                 |
| modifier               |                        |                        |                        |

### UCI Europe Tour
Ce Trofeo Pollença-Andratx attribue des points pour l'UCI Europe Tour 2016, par équipes seulement aux coureurs des équipes continentales professionnelles et continentales, individuellement à tous les coureurs sauf ceux faisant partie d'une équipe ayant un label WorldTeam.
| Position | 1er | 2e | 3e | 4e | 5e | 6e | 7e | 8e | 9e | 10e | 11e | 12e | 13e | 14e | 15e | 16e | 17e | 18e | 19e | 20e | 21e | 22e | 23e | 24e | 25e |
| -------- | --- | -- | -- | -- | -- | -- | -- | -- | -- | --- | --- | --- | --- | --- | --- | --- | --- | --- | --- | --- | --- | --- | --- | --- | --- |
| PTS UCI  | 125 | 85 | 70 | 60 | 50 | 40 | 35 | 30 | 25 | 20  | 15  | 10  | 5   | 5   | 5   | 3   | 3   | 3   | 3   | 3   | 3   | 3   | 3   | 3   | 3   |

## Liste des participants
- Liste de départ complète

| Légende | Légende                                                                    | Légende | Légende                                                    |
| ------- | -------------------------------------------------------------------------- | ------- | ---------------------------------------------------------- |
| Num     | Dossard de départ porté par le coureur sur ce Trofeo Pollença-Andratx      | Pos     | Position à l'arrivée de la course                          |
|         | Indique un maillot de champion national ou mondial, suivi de sa spécialité | NP      | Indique un coureur qui n'a pas pris le départ de la course |
| AB      | Indique un coureur qui n'a pas terminé la course                           | HD      | Indique un coureur qui a terminé la course hors des délais |

| Movistar MOV                                   | Movistar MOV                     | Movistar MOV |
| ---------------------------------------------- | -------------------------------- | ------------ |
| Num                                            | Coureur                          | Pos          |
| 1                                              | Alejandro Valverde (ESP) (Route) | 8e           |
| 2                                              | Andrey Amador (CRC)              | HD           |
| 5                                              | Alex Dowsett (GBR)               | HD           |
| 7                                              | José Herrada (ESP)               | 15e          |
| 8                                              | Gorka Izagirre (ESP)             | 27e          |
| 12                                             | Dayer Quintana (COL)             | 25e          |
| 14                                             | Giovanni Visconti (ITA)          | 10e          |
| 15                                             | Jorge Arcas (ESP)                | 24e          |
| Directeur sportif : José Vicente García Acosta |                                  |              |

| Sky SKY                            | Sky SKY                    | Sky SKY |
| ---------------------------------- | -------------------------- | ------- |
| Num                                | Coureur                    | Pos     |
| 16                                 | Vasil Kiryienka (BLR)      | 75e     |
| 17                                 | Michał Kwiatkowski (POL)   | 2e      |
| 18                                 | Andrew Fenn (GBR)          | 90e     |
| 19                                 | Beñat Intxausti (ESP)      | 76e     |
| 21                                 | Leopold König (CZE)        | 9e      |
| 22                                 | David López García (ESP)   | 71e     |
| 24                                 | Lars Petter Nordhaug (NOR) | 20e     |
| 26                                 | Nicolas Roche (IRL)        | 104e    |
| Directeur sportif : Servais Knaven |                            |         |

| Cannondale CPT                   | Cannondale CPT             | Cannondale CPT |
| -------------------------------- | -------------------------- | -------------- |
| Num                              | Coureur                    | Pos            |
| 30                               | Ramūnas Navardauskas (LTU) | 33e            |
| 31                               | Matti Breschel (DEN)       | 34e            |
| 32                               | Kristjan Koren (SLO)       | 91e            |
| 33                               | Sebastian Langeveld (NED)  | 92e            |
| 34                               | Alan Marangoni (ITA)       | 93e            |
| 35                               | Ryan Mullen (IRL)          | 42e            |
| 36                               | Toms Skujiņš (LAT)         | 40e            |
| 37                               | Dylan van Baarle (NED)     | 5e             |
| Directeur sportif : Johnny Weltz |                            |                |

| FDJ                                 | FDJ                        | FDJ  |
| ----------------------------------- | -------------------------- | ---- |
| Num                                 | Coureur                    | Pos  |
| 40                                  | Sébastien Chavanel (FRA)   | 103e |
| 41                                  | Arnaud Courteille (FRA)    | 81e  |
| 42                                  | Odd Christian Eiking (NOR) | 45e  |
| 44                                  | Matthieu Ladagnous (FRA)   | 55e  |
| 45                                  | Olivier Le Gac (FRA)       | 88e  |
| 46                                  | Jérémy Maison (FRA)        | HD   |
| 47                                  | Lorrenzo Manzin (FRA)      | HD   |
| 48                                  | Marc Sarreau (FRA)         | HD   |
| Directeur sportif : Thierry Bricaud |                            |      |

| IAM                               | IAM                       | IAM |
| --------------------------------- | ------------------------- | --- |
| Num                               | Coureur                   | Pos |
| 50                                | Vicente Reynés (ESP)      | 13e |
| 51                                | Clément Chevrier (FRA)    | 52e |
| 52                                | Stef Clement (NED)        | 50e |
| 53                                | Stefan Denifl (AUT)       | DSQ |
| 54                                | Martin Elmiger (SUI)      | 66e |
| 57                                | Jonas Van Genechten (BEL) | 37e |
| 58                                | Lawrence Warbasse (USA)   | 89e |
| 60                                | Oliver Zaugg (SUI)        | 69e |
| Directeur sportif : Eddy Seigneur |                           |     |

| Etixx-Quick Step EQS               | Etixx-Quick Step EQS        | Etixx-Quick Step EQS |
| ---------------------------------- | --------------------------- | -------------------- |
| Num                                | Coureur                     | Pos                  |
| 61                                 | Zdeněk Štybar (CZE)         | 3e                   |
| 63                                 | Maxime Bouet (FRA)          | 12e                  |
| 64                                 | Gianluca Brambilla (ITA)    | 1er                  |
| 65                                 | Laurens De Plus (BEL)       | 62e                  |
| 68                                 | Yves Lampaert (BEL)         | HD                   |
| 70                                 | Gianni Meersman (BEL)       | 65e                  |
| 71                                 | Niki Terpstra (NED) (Route) | 14e                  |
| 72                                 | Matteo Trentin (ITA)        | 28e                  |
| Directeur sportif : Jan Schaffrath |                             |                      |

| Dimension Data DDD             | Dimension Data DDD                 | Dimension Data DDD |
| ------------------------------ | ---------------------------------- | ------------------ |
| Num                            | Coureur                            | Pos                |
| 76                             | Edvald Boasson Hagen (NOR) (Route) | 11e                |
| 77                             | Igor Antón (ESP)                   | HD                 |
| 80                             | Omar Fraile (ESP)                  | 67e                |
| 81                             | Merhawi Kudus (ERI)                | HD                 |
| 82                             | Serge Pauwels (BEL)                | 64e                |
| 84                             | Kanstantsin Siutsou (BLR)          | 68e                |
| 85                             | Daniel Teklehaimanot (ERI)         | HD                 |
| 86                             | Jay Robert Thomson (RSA)           | 77e                |
| Directeur sportif : Jens Zemke |                                    |                    |

| Trek-Segafredo TFS                 | Trek-Segafredo TFS      | Trek-Segafredo TFS |
| ---------------------------------- | ----------------------- | ------------------ |
| Num                                | Coureur                 | Pos                |
| 90                                 | Fabian Cancellara (SUI) | 6e                 |
| 91                                 | Bauke Mollema (NED)     | 29e                |
| 92                                 | Stijn Devolder (BEL)    | HD                 |
| 94                                 | Fränk Schleck (LUX)     | 46e                |
| 95                                 | Haimar Zubeldia (ESP)   | 61e                |
| 96                                 | Fabio Felline (ITA)     | 49e                |
| 98                                 | Grégory Rast (SUI)      | 78e                |
| 99                                 | Jasper Stuyven (BEL)    | 23e                |
| Directeur sportif : Alain Gallopin |                         |                    |

| Lotto-Soudal LTS                | Lotto-Soudal LTS                | Lotto-Soudal LTS |
| ------------------------------- | ------------------------------- | ---------------- |
| Num                             | Coureur                         | Pos              |
| 103                             | André Greipel (GER)             | AB               |
| 105                             | Tiesj Benoot (BEL)              | 4e               |
| 107                             | Bart De Clercq (BEL)            | 58e              |
| 108                             | Jens Debusschere (BEL)          | 100e             |
| 110                             | Tomasz Marczyński (POL) (Route) | 59e              |
| 111                             | Jürgen Roelandts (BEL)          | AB               |
| 112                             | Marcel Sieberg (GER)            | 31e              |
| 114                             | Tim Wellens (BEL)               | 22e              |
| Directeur sportif : Bart Leysen |                                 |                  |

| Roth ROT                        | Roth ROT                  | Roth ROT |
| ------------------------------- | ------------------------- | -------- |
| Num                             | Coureur                   | Pos      |
| 115                             | David Belda (ESP)         | 57e      |
| 116                             | Nicolas Baldo (FRA)       | HD       |
| 117                             | Nico Brüngger (SUI)       | 99e      |
| 126                             | Andrea Pasqualon (ITA)    | 63e      |
| 128                             | Colin Stüssi (SUI)        | 95e      |
| 129                             | Roland Thalmann (SUI)     | 94e      |
| 130                             | Valentin Baillifard (SUI) | 96e      |
| 131                             | Giacomo Tomio (ITA)       | HD       |
| Directeur sportif : Uwe Peschel |                           |          |

| Bora-Argon 18 BOA                    | Bora-Argon 18 BOA              | Bora-Argon 18 BOA |
| ------------------------------------ | ------------------------------ | ----------------- |
| Num                                  | Coureur                        | Pos               |
| 135                                  | Dominik Nerz (GER)             | 48e               |
| 136                                  | Jan Bárta (CZE)                | HD                |
| 138                                  | Emanuel Buchmann (GER) (Route) | 47e               |
| 139                                  | Patrick Konrad (AUT)           | 98e               |
| 140                                  | José Mendes (POR)              | 79e               |
| 141                                  | Gregor Mühlberger (AUT)        | 30e               |
| 147                                  | Scott Thwaites (GBR)           | 7e                |
| 154                                  | Paul Voss (GER)                | 21e               |
| Directeur sportif : Enrico Poitschke |                                |                   |

| Caja Rural-Seguros RGA CJR                | Caja Rural-Seguros RGA CJR | Caja Rural-Seguros RGA CJR |
| ----------------------------------------- | -------------------------- | -------------------------- |
| Num                                       | Coureur                    | Pos                        |
| 155                                       | Lluís Mas (ESP)            | HD                         |
| 156                                       | David Arroyo (ESP)         | 105e                       |
| 157                                       | Ángel Madrazo (ESP)        | 17e                        |
| 158                                       | Domingos Gonçalves (POR)   | HD                         |
| 159                                       | José Gonçalves (POR)       | 36e                        |
| 163                                       | Héctor Sáez (ESP)          | 56e                        |
| 165                                       | Hugh Carthy (GBR)          | 18e                        |
| 166                                       | Ricardo Vilela (POR)       | 60e                        |
| Directeur sportif : José Miguel Fernández |                            |                            |

| Cofidis COF                          | Cofidis COF             | Cofidis COF |
| ------------------------------------ | ----------------------- | ----------- |
| Num                                  | Coureur                 | Pos         |
| 168                                  | Stéphane Rossetto (FRA) | 74e         |
| 170                                  | Luis Ángel Maté (ESP)   | 72e         |
| 171                                  | Yoann Bagot (FRA)       | 83e         |
| 174                                  | Loïc Chetout (FRA)      | 73e         |
| 175                                  | Nicolas Edet (FRA)      | 19e         |
| 177                                  | Hugo Hofstetter (FRA)   | 54e         |
| 180                                  | Rudy Molard (FRA)       | 85e         |
| 181                                  | Anthony Perez (FRA)     | HD          |
| Directeur sportif : Jean-Luc Jonrond |                         |             |

| Gazprom-RusVelo GAZ               | Gazprom-RusVelo GAZ       | Gazprom-RusVelo GAZ |
| --------------------------------- | ------------------------- | ------------------- |
| Num                               | Coureur                   | Pos                 |
| 184                               | Alexander Serov (RUS)     | HD                  |
| 185                               | Artur Ershov (RUS)        | 101e                |
| 187                               | Roman Maikin (RUS)        | HD                  |
| 190                               | Andrey Solomennikov (RUS) | HD                  |
| 193                               | Alexey Kurbatov (RUS)     | AB                  |
| 195                               | Kirill Sveshnikov (RUS)   | 84e                 |
| 196                               | Mamyr Stash (RUS)         | HD                  |
| 197                               | Igor Boev (RUS)           | HD                  |
| Directeur sportif : Alexei Markov |                           |                     |

| Stradalli-Bike Aid BAI             | Stradalli-Bike Aid BAI  | Stradalli-Bike Aid BAI |
| ---------------------------------- | ----------------------- | ---------------------- |
| Num                                | Coureur                 | Pos                    |
| 200                                | Timo Schafer (GER)      | AB                     |
| 203                                | Daniel Bichlmann (GER)  | HD                     |
| 204                                | Nikodemus Holler (GER)  | HD                     |
| 205                                | Joschka Beck (GER)      | AB                     |
| 206                                | Dominik Merseburg (GER) | AB                     |
| 207                                | Amanuel Mengis (ERI)    | HD                     |
| 208                                | Matthias Schnapka (GER) | AB                     |
| 211                                | Patrick Lechner (GER)   | AB                     |
| Directeur sportif : Günther Laufer |                         |                        |

| Burgos BH BUR                              | Burgos BH BUR             | Burgos BH BUR |
| ------------------------------------------ | ------------------------- | ------------- |
| Num                                        | Coureur                   | Pos           |
| 212                                        | Juan Carlos Riutort (ESP) | AB            |
| 213                                        | Pablo Torres (ESP)        | HD            |
| 214                                        | Álvaro Robredo (ESP)      | AB            |
| 215                                        | Arnau Solé (ESP)          | HD            |
| 216                                        | Víctor Martín (ESP)       | AB            |
| 217                                        | Ibai Salas (ESP)          | 43e           |
| 218                                        | Jesús del Pino (ESP)      | 53e           |
| 221                                        | Daniel López (ESP)        | AB            |
| Directeur sportif : Julio Andrés Izquierdo |                           |               |

| Euskadi Basque Country-Murias EUS | Euskadi Basque Country-Murias EUS | Euskadi Basque Country-Murias EUS |
| --------------------------------- | --------------------------------- | --------------------------------- |
| Num                               | Coureur                           | Pos                               |
| 223                               | Beñat Txoperena (ESP)             | 35e                               |
| 224                               | Jon Ander Insausti (ESP)          | HD                                |
| 225                               | Pello Olaberria (ESP)             | HD                                |
| 227                               | Imanol Estévez (ESP)              | 32e                               |
| 228                               | Eneko Lizarralde (ESP)            | 109e                              |
| 229                               | Adrián González (ESP)             | HD                                |
| 230                               | Gotzon Udondo (ESP)               | HD                                |
| 232                               | Mikel Bizkarra (ESP)              | 70e                               |
| Directeur sportif : Jon Odriozola |                                   |                                   |

| GM Europa Ovini GME                 | GM Europa Ovini GME       | GM Europa Ovini GME |
| ----------------------------------- | ------------------------- | ------------------- |
| Num                                 | Coureur                   | Pos                 |
| 235                                 | José Márquez Romero (ESP) | HD                  |
| 236                                 | Ivan Balykin (RUS)        | 38e                 |
| 237                                 | Federico Burchio (ITA)    | 106e                |
| 238                                 | Andrea Di Renzo (ITA)     | AB                  |
| 239                                 | Antonio Di Sante (ITA)    | HD                  |
| 240                                 | Filippo Fortin (ITA)      | HD                  |
| 243                                 | Andrea Ruscetta (ITA)     | AB                  |
| 244                                 | Andrey Sazanov (RUS)      | HD                  |
| Directeur sportif : Dario Andriotto |                           |                     |

| Lokosphinx LOK                          | Lokosphinx LOK         | Lokosphinx LOK |
| --------------------------------------- | ---------------------- | -------------- |
| Num                                     | Coureur                | Pos            |
| 245                                     | Dmitri Strakhov (RUS)  | HD             |
| 246                                     | Sergey Vdovin (RUS)    | HD             |
| 247                                     | Alexander Vdovin (RUS) | 108e           |
| 248                                     | Artem Samolenkov (RUS) | 107e           |
| 249                                     | Vadim Zhuravlev (RUS)  | HD             |
| 250                                     | Vasily Neustroev (RUS) | HD             |
| 251                                     | Sergey Shilov (RUS)    | 80e            |
| 252                                     | Dmitriy Sokolov (RUS)  | 82e            |
| Directeur sportif : Alexander Kuznetsov |                        |                |

| Équipe nationale d'Espagne ESP     | Équipe nationale d'Espagne ESP | Équipe nationale d'Espagne ESP |
| ---------------------------------- | ------------------------------ | ------------------------------ |
| Num                                | Coureur                        | Pos                            |
| 253                                | Albert Torres (ESP)            | 51e                            |
| 254                                | Enric Mas (ESP)                | 41e                            |
| 256                                | Sebastián Mora (ESP)           | HD                             |
| 258                                | Julio Alberto Amores (ESP)     | HD                             |
| 259                                | Vicente García de Mateos (ESP) | 39e                            |
| 261                                | Illart Zuazubiskar (ESP)       | HD                             |
| 262                                | Marcos Jurado (ESP)            | 26e                            |
| 264                                | Óscar Pelegrí (ESP)            | 102e                           |
| Directeur sportif : Salvador Melià |                                |                                |

| Équipe nationale du Royaume-Uni GBR | Équipe nationale du Royaume-Uni GBR | Équipe nationale du Royaume-Uni GBR |
| ----------------------------------- | ----------------------------------- | ----------------------------------- |
| Num                                 | Coureur                             | Pos                                 |
| 266                                 | Bradley Wiggins (GBR)               | HD                                  |
| 267                                 | Scott Davies (GBR)                  | 44e                                 |
| 268                                 | Andrew Tennant (GBR)                | HD                                  |
| 270                                 | Owain Doull (GBR)                   | AB                                  |
| 271                                 | Jonathan Dibben (GBR)               | 86e                                 |
| 274                                 | Christopher Latham (GBR)            | AB                                  |
| 275                                 | Iain Paton (GBR)                    | 97e                                 |
| 276                                 | Tao Geoghegan Hart (GBR)            | 16e                                 |
| Directeur sportif : Keith Lambert   |                                     |                                     |